# The Sundays
The Sundays var ett engelskt alternativrockband. Bandet bildades under det sena 1980-talet och släppte tre album på 1990-talet.

## Historik

### 1988: Bandet bildas
Sångerskan Harriet Wheeler och gitarristen David Gavurin möttes då de studerade på Bristol University. De blev kära och flyttade ihop. Efter studierna började de skriva musik tillsammans. Paret flyttade till London och bandet utökades med basisten Paul Brindley och trummisen Patrick Hannan. De valde bandnamnet "The Sundays" för att det var det enda som de alla kunde enas kring.

### 1989–1990:Reading, Writing and Arithmetic
The Sundays släppte sin första singel "Can't Be Sure" i januari 1989. I april året därpå släpptes debut-LP:n Reading, Writing and Arithmetic. Skivan sålde bra och fick god kritik.

### 1991–1993:Blind
Bandets skivbolag, Rough Trade Records, gick i konkurs och The Sundays skrev istället på för Parlophone Records. 1992 släpptes en singel, "Goodbye", vilken följdes upp av albumet Blind som kom i oktober samma år. Även denna skiva nådde kommersiella framgångar och mottogs väl av kritikerna.

### 1994–1997:Static and Silence
Under denna period tog The Sundays ett uppehåll. Makarna Gavurin och Wheeler gifte sig och skaffade barn och inte förrän fem år efter Blind släpptes nästa skiva, Static & Silence. Albumet blev deras minst framgångsrika men en av singlarna från Static & Silence, "Summertime", blev deras största hit.

## Bandmedlemmar
- Harriet Wheeler – Sång
- David Gavurin – Gitarr
- Paul Brindley – Bas
- Patrick (Patch) Hannan – Trummor